# Boulevard des Belges
El Boulevard des Belges es una avenida amplia y elegante situada en el barrio de Les Brotteaux, en el distrito 6 de Lyon, Francia. De orientación noroeste-sureste, empieza en el Quai de Grande Bretagne, discurre a lo largo de toda la parte sur del Parc de la Tête d'Or hasta la Avenue Verguin y termina en la Place Jules Ferry, frente a la Estación de Brotteaux. El bulevar está adornado con plataneros y es servido por dos puntos de préstamo de vélo'v y la línea B del Metro de Lyon. En la edición lionesa del juego del Monopoly, es la calle más cara.

## Historia
En el siglo XIX, antes de la construcción de los edificios actuales, había algunas cabañas, en una de las cuales vivía un famoso mago, y la calle estaba poblada principalmente por gente pobre; sin embargo, la calle era agradable para los caminantes. El bulevar se construyó en lugar de los antiguos fosos que componían las murallas de Lyon, erigidas bajo el reinado de Luis Felipe. El bulevar fue construido durante el Segundo Imperio, pero los dos últimos edificios militares no se demolieron hasta 1890.
En 1897, el alcalde de Lyon Antoine Gailleton promulgó un reglamento sobre los edificios que bordeaban el parque en el lado norte de la calle: prohibió las tiendas y los edificios de más de tres plantas. Los primeros edificios en este lado del bulevar empezaron a aparecer en 1900 y se extendieron durante la primera mitad del siglo XX. Antiguamente llamado Boulevard du Nord, fue renombrado Boulevard des Belges en 1916, después de la deliberación del concejo municipal del 14 de julio de 1914, para rendir homenaje a la resistencia del ejército belga en 1914, al igual que la Rue d'Anvers en el distrito 7 y la Rue d'Ypres en el distrito 4. Varios edificios, incluidos los números impares del 55 al 65, fueron construidos por los arquitectos Henry Despierre y L. Roux-Meulière en la década de 1880. Édouard Aynard, uno de los fundadores de Crédit Lyonnais, fue uno de los primeros habitantes de la calle.

## Arquitectura

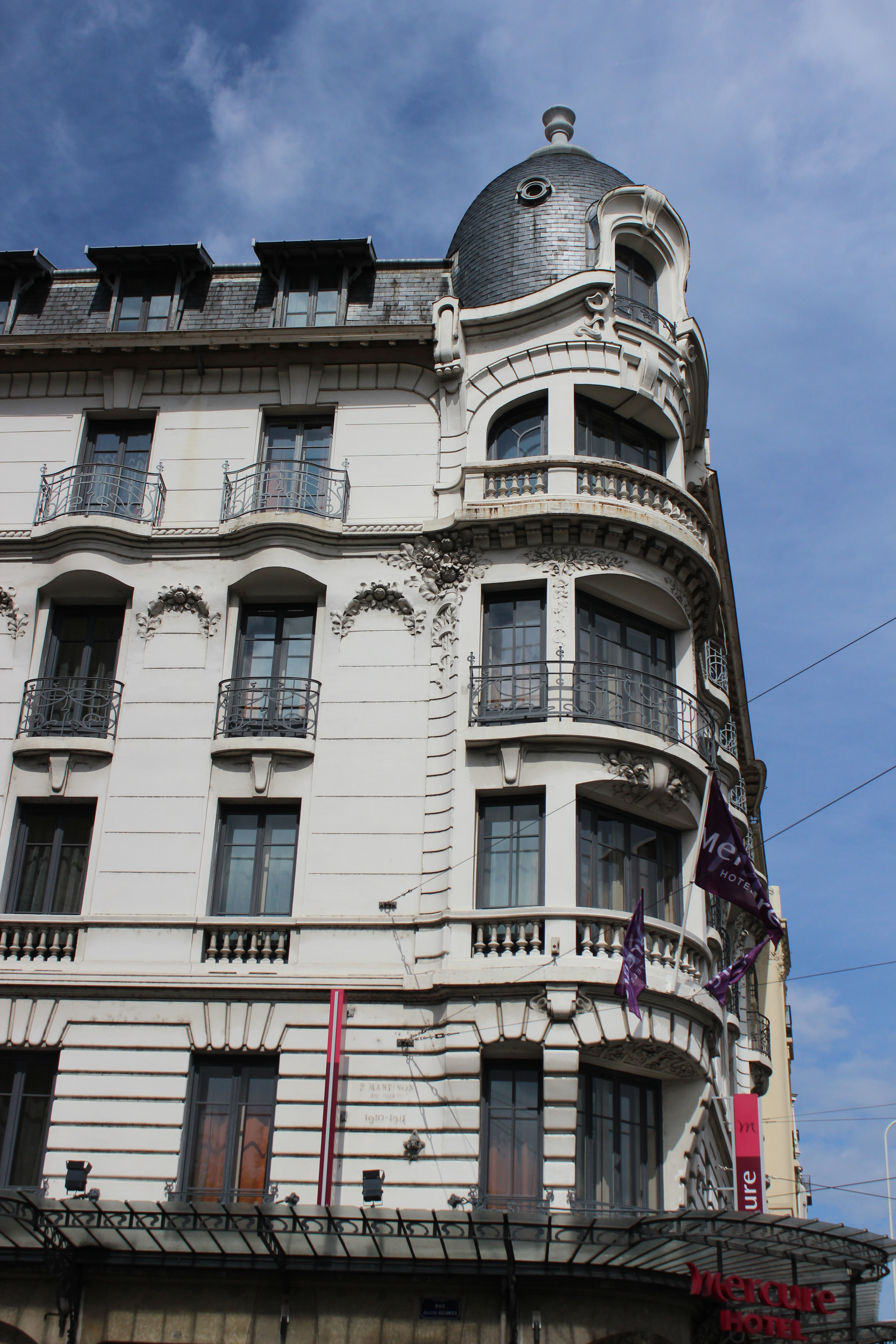
El actual Hôtel Mercure aux Brotteaux.

En el lado norte del bulevar, junto al parque, hay mansiones y pequeños edificios de lujo que reflejan la arquitectura ecléctica de Lyon de finales del siglo XIX hasta mediados del siglo XX (estilos Napoleón III, art nouveau, Le Corbusier...). Según la ley, los edificios no podían tener más de tres plantas en esta parte de la calle. Hasta el número 63, que está frente a las grandes invernaderos tropicales del Parc de la Tête d'Or, las casas de los números impares están separadas del parque solo por una reja y su propio jardín. Estas pertenecen a algunos de los habitantes más ricos de Lyon y en algunas placas de las puertas pueden verse sus iniciales. Hay dos mansiones de piedra amarilla en el número 33 y dos edificios idénticos revestidos con mármol en los números 35 y 37. Pasada la Avenue Verguin hay una pequeña plaza, y posteriormente pueden verse algunos edificios de principios del siglo XX.
En el lado sur se construyeron edificios a principios y mediados del siglo XX. Después de la Rue de Créqui, los edificios tienen entre cuatro y ocho plantas. Después de la Avenue Verguin, muchos edificios de los números pares tienen semicolumnas en relieve.
Varios edificios de la calle tienen una arquitectura digna de mención, incluidos los números 14, 14 bis, 18, 52, 54 y 58. El número 15 es el Hôtel Vibert, construido por el arquitecto François Rostagnat para el fundador de la empresa Pétrole Hahn, Laurent Vibert. Los números 18 y 66 son edificios burgueses construidos por Marius Bornarel en 1931. En el número 45, las esculturas y barandillas son de estilo art nouveau. El edificio en los números 65-67 muestra contrastes de color al mezclar piedras de color blanco y rosa. En los números 82 y 99 hay dos casas lujosas típicas del estilo haussmanniano de los edificios de finales del siglo XIX. El número 114 es el Hôtel Lutétia, de estilo art nouveau, diseñado por Martinon en 1910.

## Monumentos notables

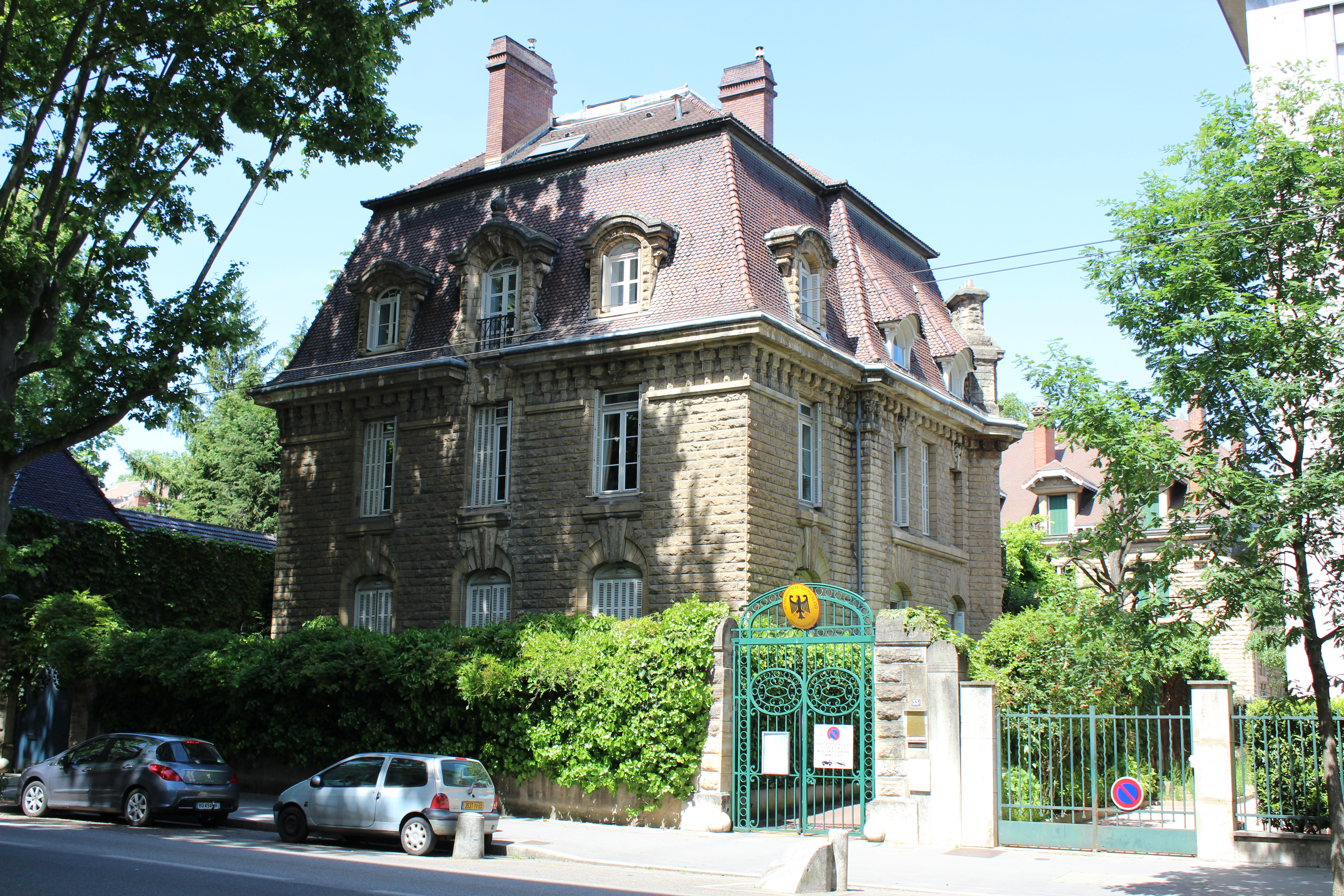
El Consulado General de Alemania en el número 33 del Boulevard des Belges.

Entre los monumentos notables de la calle están el antiguo Musée Guimet en el número 28. Construido en 1878, este museo de historia natural, trasladado actualmente al Museo de las Confluencias, exponía colecciones egipcias y asiáticas, animales disecados, acuarios y el gran esqueleto de un mamut.
El Consulado General de Alemania se sitúa en el número 33. El edificio fue construido alrededor del año 1900: originalmente una residencia privada, no fue hasta 1954 cuando la República Federal Alemana lo adquirió (el consulado estaba previamente en un gran apartamento en la Place Bellecour). Este edificio está clasificado oficialmente como monument historique.